# Philanisus plebeius
Philanisus plebeius är en nattsländeart som beskrevs av Walker 1852. Philanisus plebeius ingår i släktet Philanisus och familjen Chathamiidae. Inga underarter finns listade i Catalogue of Life.